# Razimet
Razimet är en kommun i departementet Lot-et-Garonne i regionen Nouvelle-Aquitaine i sydvästra Frankrike. Kommunen ligger i kantonen Damazan som tillhör arrondissementet Nérac. År 2022 hade Razimet 300 invånare.

## Befolkningsutveckling
Antalet invånare i kommunen Razimet
| Referens: INSEE |